# Piotruś Pan (film 2003)
Piotruś Pan (ang. Peter Pan, 2003) – amerykańsko-brytyjski film fabularny, familijny w reżyserii P. J. Hogana. Scenariusz oparto na powieści J. M. Barriego pod tym samym tytułem.

## Fabuła
Film opowiada historię Piotrusia Pana, który pewnego dnia zjawia się z maleńką wróżką Dzwoneczkiem w domu państwa Darlingów. Chłopiec zabiera dzieci do magicznej Nibylandii, gdzie przeżywają niesamowite przygody, ale muszą też stawić czoła złemu kapitanowi Hakowi.

## Obsada
- Jeremy Sumpter – Piotruś Pan
- Rachel Hurd-Wood – Wendy Maria Aniela Darling
  - Saffron Burrows – Narratorka / dorosła Wendy (głos)
- Jason Isaacs –
  - kapitan Jakub Hak,
  - Jerzy Darling
- Harry Newell – Janek Darling
- Freddie Popplewell – Michaś Darling
- Ludivine Sagnier – Dzwoneczek
- Richard Briers – Plama
- Olivia Williams – Maria Darling
- Lynn Redgrave – ciotka Milicenta
- Rebel – Nana
- Theodore Chester – Drobinka
- Rupert Simonian – Milczek
- Harry Eden – Stalówka
- Patrick Gooch – Bliźniak #1
- Lachlan Gooch – Bliźniak #2
- George MacKay – Kędziorek

- Carsen Gray – Tygrysia Lilia
- Geoffrey Palmer – sir Edward Quiller Couch
- Kerry Walker – pani Fulsom
- Mathew Waters – posłaniec
- Alan Cinis – Morgan Lufcik
- Frank Whitten – Twardy Hrabia
- Bruce Spence – Rożen
- Daniel Wyllie – Alf Murarz
- Brian Carbee – Albinos
- Don Battee – Wielkolud
- Frank Gallacher – Fogarty
- Septimus Caton – Głupek
- Jacob Tomuri – Bill Jukes
- Venant Wong – Quang Lee
- Phil Meacham – Bollard
- Darren Mitchell – Mullins
- Michael Roughan – Cecco

## Wersja polska[2]
Opracowanie: Start International Polska

Reżyseria: Elżbieta Kopocińska-Bednarek

Dialogi: Katarzyna Wojsz

Dźwięk i montaż: Hanna Makowska

Kierownictwo produkcji: Paweł Araszkiewicz
Udział wzięli:
- Jonasz Tołopiło – Piotruś Pan
- Joanna Jabłczyńska – Wendy Maria Aniela Darling
  - Agnieszka Kunikowska – Narratorka / dorosła Wendy
- Piotr Fronczewski – kapitan Jakub Hak / Jerzy Darling
- Krzysztof Królak –
  - Janek Darling,
  - chłopcy,
  - dzieci
- Kajetan Lewandowski –
  - Michaś Darling,
  - chłopcy,
  - dzieci
- Marian Opania – Plama
- Bożena Stachura – Maria Darling
- Elżbieta Kijowska – ciotka Milicenta
- Marek Molak – Drobinka
- Feliks Rudziński – Milczek
- Sebastian Machalski – Stalówka
- Jan Machalski – Bliźniak #1
- Maciej Gontard – Bliźniak #2
- Adam Nyczek – Kędziorek
- Włodzimierz Bednarski – sir Edward Quiller Couch
- Antonina Girycz – pani Fulsom
- Paweł Szczesny – Morgan Lufcik
- Jarosław Boberek –
  - Twardy Hrabia,
  - wódz,
  - urzędnik
- Jarosław Domin –
  - Rożen,
  - papuga,
  - piraci
- Robert Tondera – Alf Murarz
- Jan Kulczycki – Fogarty
- Janusz Wituch – Głupek
- Katarzyna Czarnota –
  - trojaczek,
  - dziewczynka
- Maja Sadowska –
  - trojaczek,
  - dziewczynka

Lektor: Jarosław Budnik